# William Kiernan
William Kiernan, talvolta indicato come William R. Kiernan (New York, 2 aprile 1908 – Los Angeles, 19 novembre 1973), è stato uno scenografo statunitense.

## Carriera
Ha ricevuto sei volte la nomination ai Premi Oscar nella categoria migliore scenografia (1957, 1958, 1960, 1961, 1967 e 1974), tuttavia senza mai vincere.

## Filmografia parziale
- Victory Through Air Power, regia collettiva (1943)
- Al Jolson (The Jolson Story), regia di Alfred E. Green (1946)
- Nata ieri (Born Yesterday), regia di George Cukor (1950)
- Morte di un commesso viaggiatore (Death of a Salesman), regia di László Benedek (1951)
- Letto matrimoniale (The Fourposter), regia di Irving Reis (1952)
- Il grande caldo (The Big Heat), regia di Fritz Lang (1953)
- La ragazza del secolo (It Should Happen to You), regia di George Cukor (1954)
- Rappresaglia (Reprisal!), regia di George Sherman (1956)
- Una Cadillac tutta d'oro (The Solid Gold Cadillac), regia di Richard Quine (1957)
- Quel treno per Yuma (3:10 to Yuma), regia di Delmer Daves (1957)
- Pal Joey, regia di George Sidney (1957)
- Addio dottor Abelman! (The Last Angry Man), regia di Daniel Mann (1957)
- Cowboy, regia di Delmer Daves (1958)
- Pepe, regia di George Sidney (1960)
- Sotto l'albero yum yum (Under the Yum Yum Tree), regia di David Swift (1963)
- Quelli della San Pablo (The Sand Pebbles), regia di Robert Wise (1966)
- Funny Girl, regia di William Wyler (1968)
- Vedovo aitante, bisognoso affetto offresi anche babysitter (Kotch), regia di Jack Lemmon (1971)
- Sfida senza paura (Sometimes a Great Notion), regia di Paul Newman (1971)
- I cowboys (The Cowboys), regia di Mark Rydell (1972)
- Come eravamo (The Way We Were), regia di Sydney Pollack (1973)